# Pharr
Pharr – miasto w Stanach Zjednoczonych, w stanie Teksas, w hrabstwie Hidalgo, w dolinie rzeki Rio Grande.
Nazwane na cześć Henry'ego Newtona Pharra – plantatora z Luizjany, właściciela terenu, na którym powstało miasto.

## Demografia
Według przeprowadzonego przez United States Census Bureau spisu powszechnego w 2010 miasto liczyło 7 040 mieszkańców, co oznacza wzrost o 50,9% w porównaniu do roku 2000. Natomiast skład etniczny w mieście wyglądał następująco: Biali 85,1%, Afroamerykanie 0,6%, Azjaci 0,5%, pozostali 13,8%. Kobiety stanowiły 52,0% populacji.

## Miasta partnerskie
- San Luis Potosí,  Meksyk